# Skapte Toroddsson
Skapte Toroddsson den vise (Skapti Þóroddsson hins spaka), född ca 955, död 1030, var en isländsk hövding, lagsagoman och skald.

## Levnad
Skapte föddes på gården Hjalli i Ölfus på sydvästra Island. Hans far var goden Torodd spake Eyvindarson, modern hette Rannveig Gnupsdotter (Gnúpsdóttir). Skapte var, enligt Skáldatal, i sin ungdom hirdskald hos Håkon jarl i Norge. Återkommen till Island blev han år 1004 lagsagoman (alltingets ledare) efter sin morbror Grim Svertingsson; ett ämbete som han behöll fram till sin död 1030.
Skapte var gift med Tora Steinsdotter (Þóra Steinsdóttir) och hade sönerna Torstein och Stein, vilken även begåvats med en egen saga: Steins þáttr Skaftasonar. En dotter hette Torkatla, och hon var gift med Ketill, biskop Isleifs bror.

### Lagsagomannen
Skapte har framför allt blivit känd som lagstiftare. Det var han som, på inrådan av hövdingen Njal Torgeirsson, skapade den så kallade femtedomen (fimtardómr); en slags högsta domstol överordnad de regionala fjärdingsdomarna. För gemene man bör hans styre ha inneburit en betydande förbättring av rättssäkerheten, inte minst genom att han som en av sina första åtgärder (1006) avskaffade holmgången som rättsmedel. Enligt Kristni saga var Skapte synnerligen vetgirig och förhörde sig ingående om hur rättsskipningen var utformad i andra länder, något som också påpekas i Olav den heliges saga i Heimskringla.
Som person var Skapte ingalunda otadlig. Källorna nämner honom som både listig, orättfärdig och hänsynslös – vilket dock delvis måste förklaras med att han skaffade sig många fiender. Han var under sin 27 år långa ämbetsperiod – den längsta i fristatens historia – Islands mäktigaste man. ”I hans dagar blev många hövdingar och mäktiga män fredlösa eller landsförvisade för dråp eller strider på grund av hans makt och landsstyre”, skriver Are den lärde (Ari fróði) i Íslendingabók, kapitel 8.

### Skalden
Skapte uppges ha varit en utmärkt skald. Av hans i Skáldatal nämnda kväde om Håkon jarl finns dock ingenting bevarat. Enligt flera källor diktade han också en drapa om kung Olof Haraldsson, vilken det var tänkt att sonen Stein skulle ha framfört inför kungen. Inte heller av detta har något bevarats.
Det enda som har överlevt till vår egen tid är en halvstrof med religiöst innehåll som Snorre Sturlasson citerar i Skaldskapens språk (52) (Skáldskaparmál):
| Máttr er munka dróttins mestr; aflar guð flestu. Kristr skóp ríkr ok reisti Rúms hǫll verǫld alla. | Munkarnas härskares makt är den högsta. Gud styr de flesta ting. Den mäktige Kristus skapade hela världen och reste Roms hall. |  |

Halvstrofen är sannolikt hämtad ur en Kristsdrápa, författad till invigningen av en gårdskyrka på det egna hövdingasätet i Hjalli. 
I den historiskt opålitliga Ölkovres saga (Ölkofra þáttr) berättas att Skapte också skulle ha diktat en kärleksdrapa till en frändes hustru. Historien behöver inte vara sann; i vilket fall som helst återstår intet av detta litterära snedsteg.